# Mario Nunes Vais

Nunes Vais, zelfportret.

Mario Nunes Vais (Florence, 16 juni 1856 - aldaar, 27 januari 1932) was een Italiaans portretfotograaf.

## Leven en werk
Nunes Vais werd geboren in een oorspronkelijk uit Livorno afkomstige Joodse koopmansfamilie. Hij werd aanvankelijk door zijn ouders voorbestemd om net als zijn vader effectenmakelaar te worden, maar vond zijn passie al op vroege leeftijd in de fotografie. Niettemin zou hij zijn hele leven ook zakelijk altijd actief blijven, onder meer voor de grote Florentijnse Amadeus-fotostudio. Hoewel hij aan het einde van zijn leven zo’n 70.000 foto-negatieven naliet, zou hij altijd blijven beweren dat de fotografie niet meer dan een hobby voor hem was.
Nunes Vais werd vooral bekend als portretfotograaf en maakte met name in de eerste decennia een groot aantal foto's van vooraanstaande figuren in de Italiaanse kunst-, theater- en operawereld. Hij verkeerde in vooraanstaande kunstenaarskringen en portretteerde onder andere Marinetti (met wie hij bevriend was), Carlo Carrà, Giovanni Papini, Umberto Boccioni, Enrico Caruso, Pietro Mascagni, Ardengo Soffici, Benedetto Croce, Eugenio Montale, Sibilla Aleramo, Giacomo Puccini, Guglielmo Marconi, Edmondo De Amicis, Eleonora Duse en Vittorio De Sica. Ook maakte hij veel fotoportretten van leden van de Toscaanse aristocratie. In 1908 werd hij officieel hoffotograaf van het Huis Savoye. Nunes Vais had geen eigen studio, portretteerde zijn modellen veelal op locatie of aan huis en besteedde het ontwikkelen uit aan de Amadeus-studio.
Nunes Vais overleed in 1932, 75 jaar oud, en maakte de Jodenvervolgingen niet meer mee. Zijn dochter Laura overleefde de Holocaust. In 1973 schonk zij het archief van haar vader aan de openbaarheid. Vanaf deze tijd zouden ook de artistieke kwaliteiten van Nunes Vais steeds meer belicht, in boeken en overzichtstentoonstellingen. Veel van zijn foto's en negatieven bevinden zich thans in het Amadeus-fotomuseum in Florence en het nationale Italiaanse fotoarchief in Rome.

## Portretten

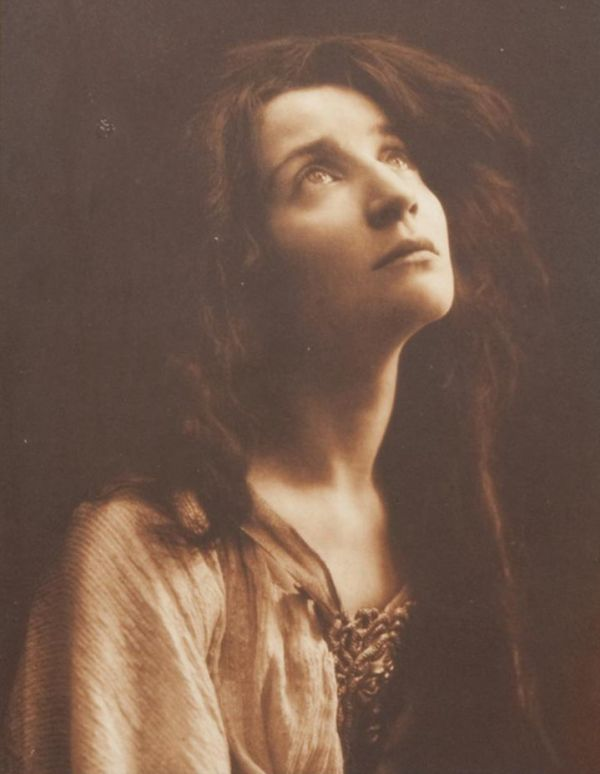
Actrice Emma Grammatica
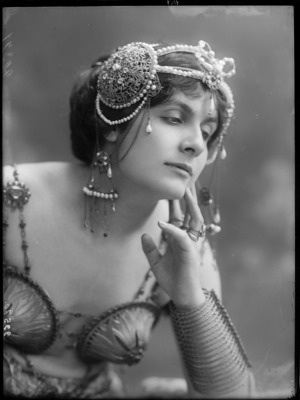
La contessa Momo Saffo
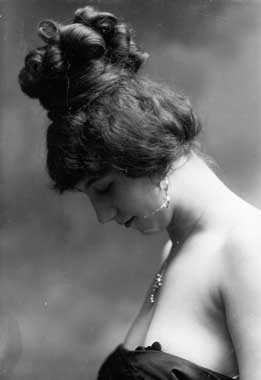
La ballerina Missia
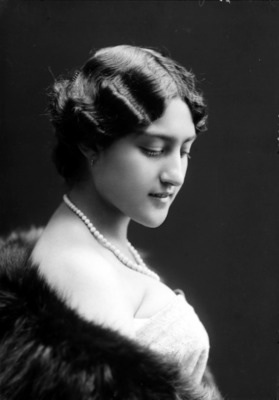
Oprazangeres Carmen Melis
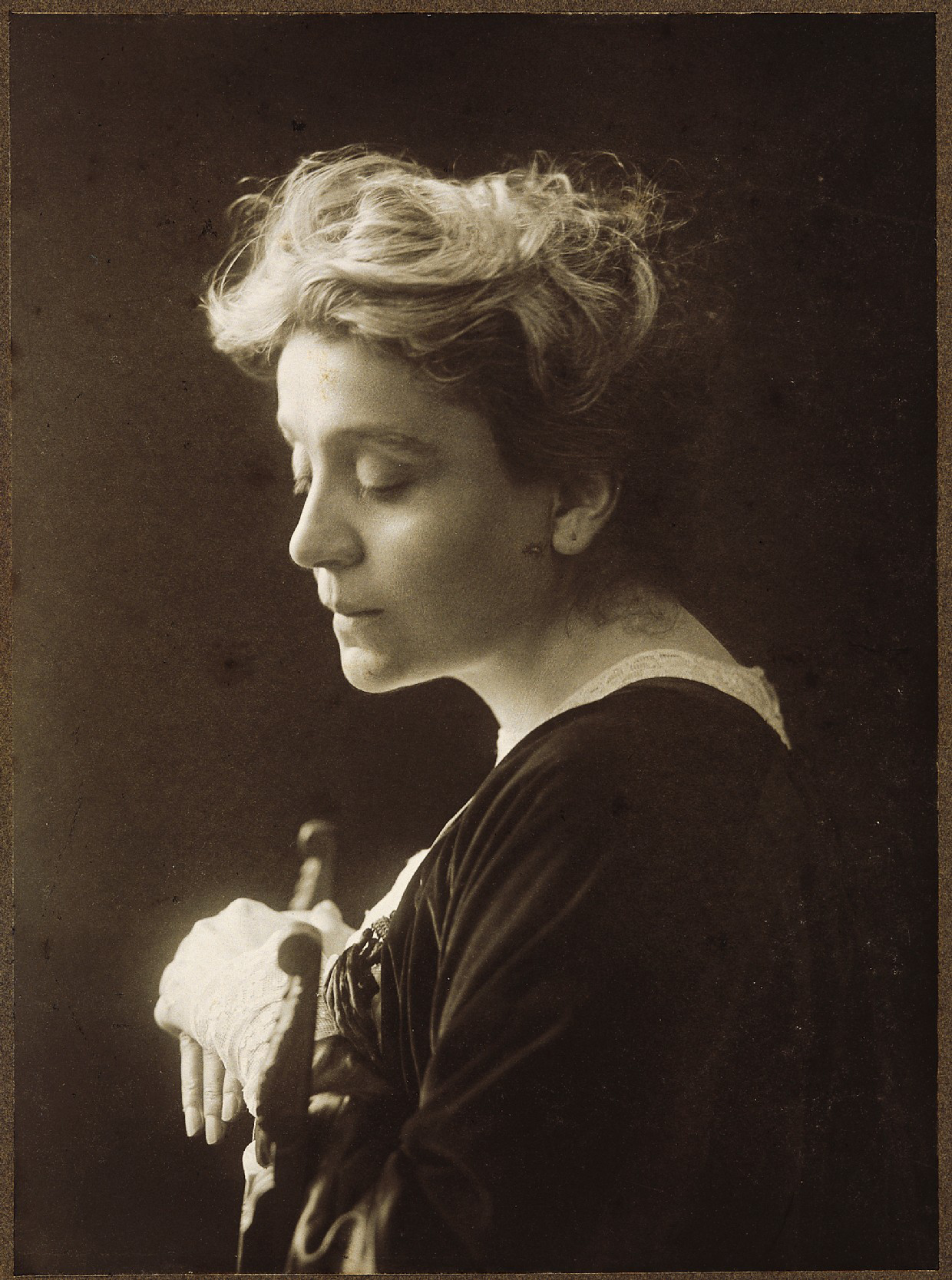
Eleonora Duse
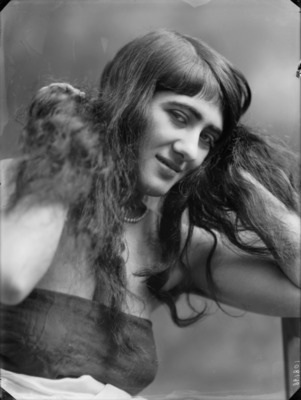
Signora Monti
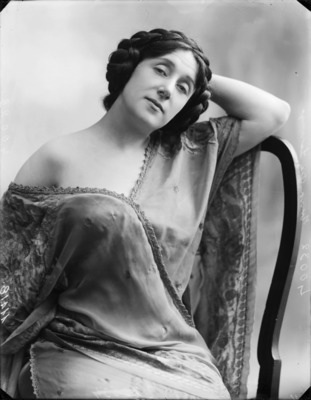
Actrice Tina di Lorenzo
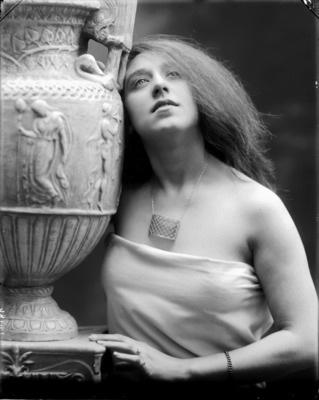
Isabella di Santafiora
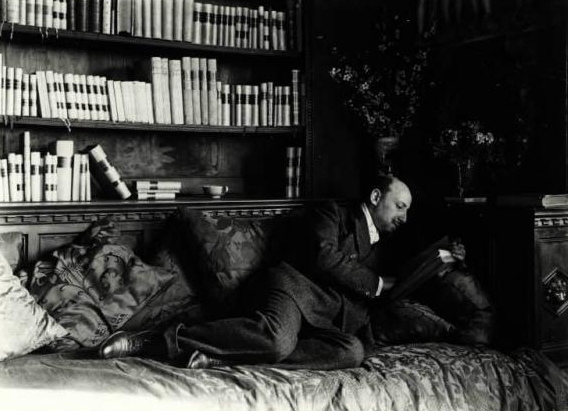
Gabriele D'Annunzio
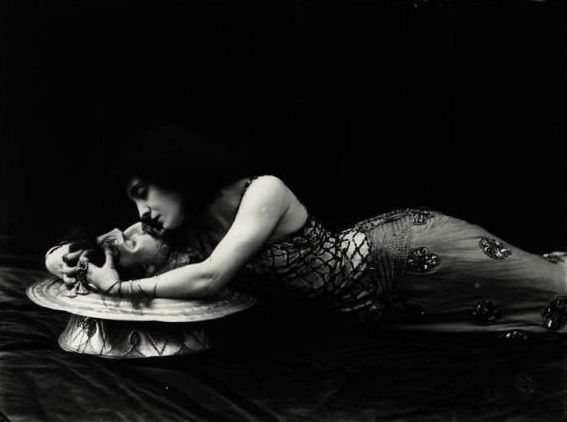
Lyda Borelli in Salomé

## Noot
1. ↑  Nunes Vais maakte reportages van de eerste grote futuristententoonstellingen in 1912 en 1913.

- Gemeinsame Normdatei: 121693597
- International Standard Name Identifier: 0000 0000 6679 7586
- Library of Congress Control Number: n80136248
- Nationale Bibliotheek van Tsjechië: xx0274914
- Nederlandse Thesaurus van Auteursnamen: 068439296
- PIC: 301833
- RKD-Nederlands Instituut voor Kunstgeschiedenis: 379413
- Istituto Centrale per il Catalogo Unico: SBLV088281
- Union List of Artist Names: 500110770
- Virtual International Authority File: 3334295
- WorldCat: E39PBJhmJPgJwQvC3RKRtm6VG3